# Monte Wuyi
El monte Wuyi (en chino, 武夷山; pinyin, Wǔyí shān) es una montaña situada en la prefectura de Nanping, en el norte de la provincia de Fujian, en China. Alcanza una altura de 650 m s. n. m., siendo la región muy conocida por el té Wuyi Yancha.
El monte Wuyi fue declarado por la Unesco como reserva de la biosfera en 1987 y como Patrimonio de la Humanidad en diciembre de 1999, con un área protegida de 60 km² y una zona de respeto de 999,75 km².

## Fauna y flora

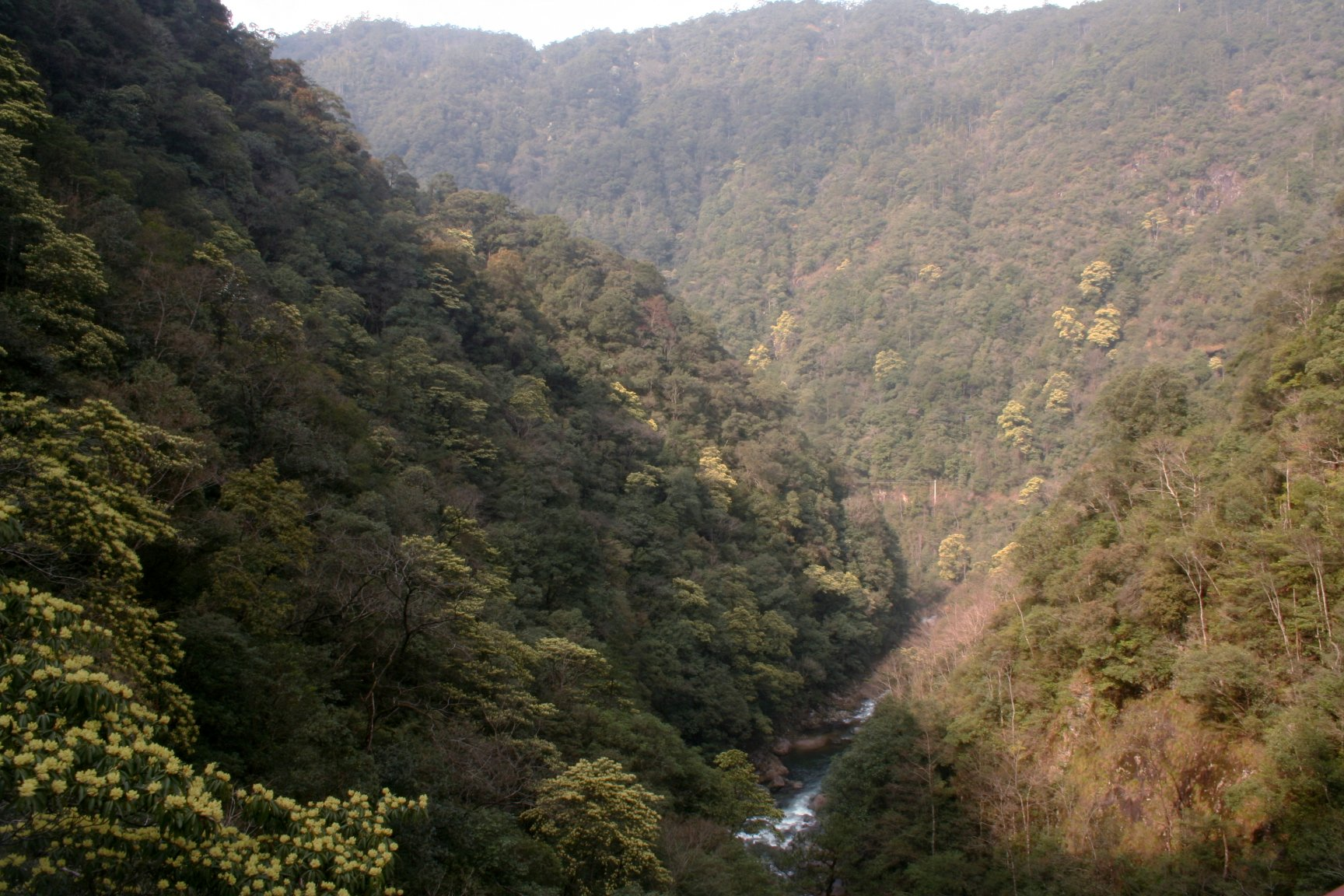
Selva de la reserva natural del Monte Wuyi.

El monte Wuyi está cubierto por selvas primitivas subtropicales, razón por la que se convirtió en refugio de fauna y flora silvestre, con 3728 especies de plantas y 5110 de animales.
El valle de Guadun tiene unos 1300 m de altitud y unos 500 m de anchura. En 1873, un sacerdote francés conocido como David pasó por él y recogió muestras de una serie de pájaros y mamíferos, difundiendo el conocimiento del valle de Guadun. Tras él, llegaron ingleses, americanos y alemanes. En un período de unos cien años, fueron descubiertas más de 600 nuevas especies animales en la región del monte Wuyi, y, solo en Guadun, fueron catalogadas 62 especies de vertebrados. 
El monte Wuyi también es el reino de los insectos con 4635 especies registradas y designadas, de las que más de 200 son mariposas. Según estos datos, de las 12 muestras de un tipo de mariposa, 11 son del monte Wuyi. Dazufeng, es una selva de bambú dentro del monte, constituye el hábitat de insectos. Según se informó, se han coleccionado millones de muestras, de las que más de cien son nuevas especies. Dentro de las 32 series de insectos, 31 son de Wuyi. Para los especialistas, Wuyi es el tesoro de los insectos.